# Cristina Rosato
Pour les articles homonymes, voir Rosato.
Cristina Rosato, née le 6 janvier 1983 à Montréal, en Québec, au (Canada), est une actrice canado-italienne.

## Biographie

### Enfance
Elle est née à Montréal, en Québec, au (Canada), et parle anglais, français, italien et espagnol. De langue maternelle italienne elle a appris le français et l'anglais à l'âge de 5 ans.

### Diplômatique
Elle a étudié à l'Université Concordia la finance et le marketing. Elle a obtenu un diplôme d'art dramatique.

## Filmographie

### Cinéma
- 2005 : La Dernière Incarnation
- 2005 : Pure
- 2010 : Let the Game Begin
- 2011 : Son of Morning
- 2017 : Mother!
- 2018 : Little Italy de Donald Petrie
- 2019 : Mafia inc.
- 2020 : La Famille Willoughby (The Willoughbys) de Kris Pearn (voix)

### Télévision
- 2004 : Fries with That?
- 2004 : False Pretenses
- 2009 : Les Invincibles
- 2010 : Blue Mountain State
- 2010 : The Cutting Edge: Fire & Ice
- 2010 : Majeurs et mariés (18 to Life)
- 2010 : Perfect Plan
- 2011 : Les Enquêtes de Murdoch
- 2013 : Une nouvelle vie pour Noël
- 2017 : Bull Saison 1 épisode 17 Sofia Dern
- 2018 : Alerte enlèvement : ma fille a disparu ! (GONE: My Daughter) : Ashley
- 2021 : Opération romance (A Wedding to Remember) (téléfilm) : Olivia